# Паисий (Зафиров)

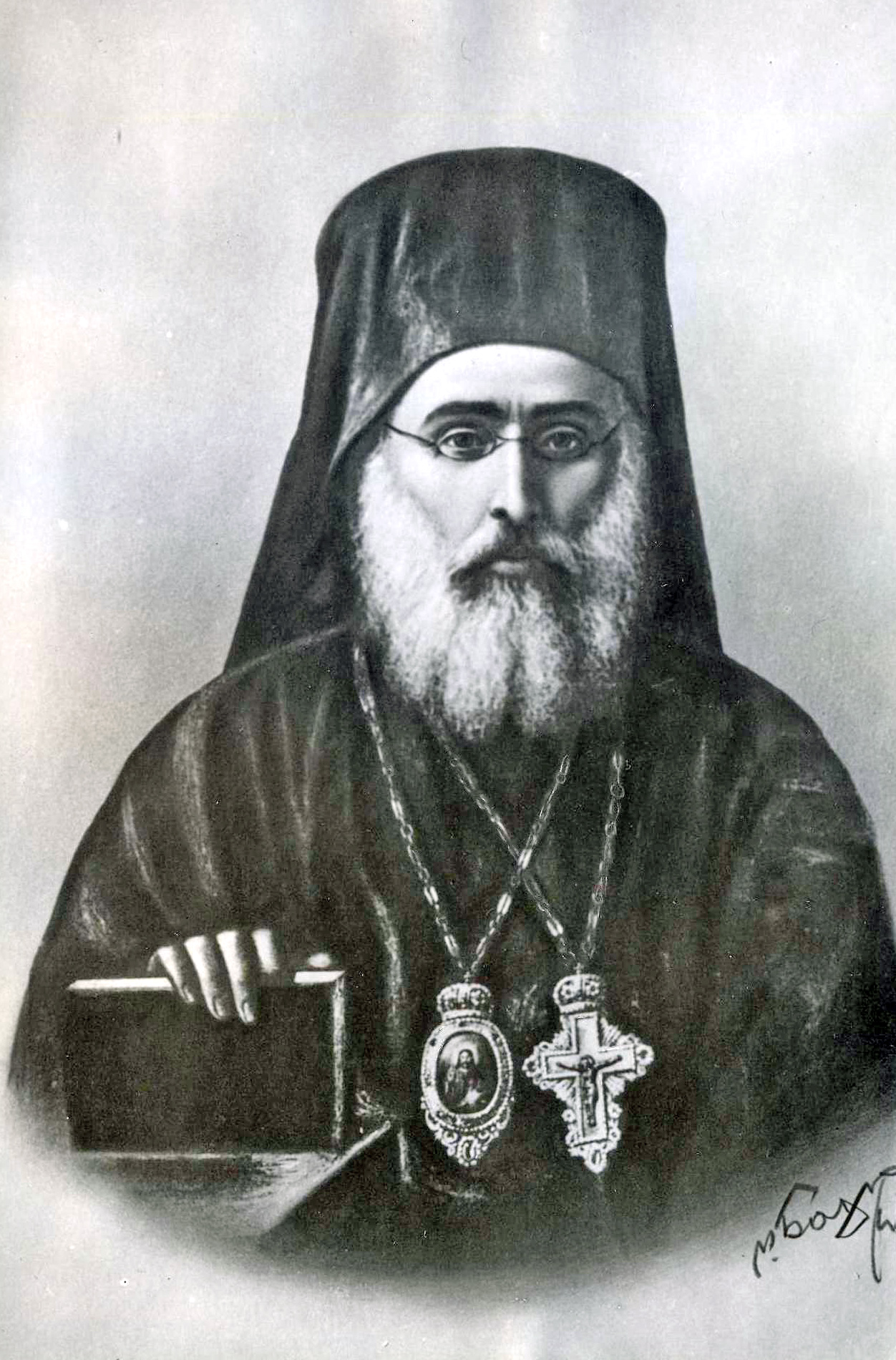

Митрополит Паисий (в миру Петр Зафиров, болг. Петър Зафиров; 1810, Янина — 25 февраля 1872, Константинополь) — епископ Константинопольской православной церкви, митрополит Пловдивский (1857—1861), деятель болгарского национального возрождения.

## Биография
Родился в 1810 году в Янине или по другим данным в Аргирокастре в Северном Эпире (ныне Албания). По происхождению — албанец. Отца его звали Зафиром, мать — Александрой.
ПО завершении училища в Янинее, принял монашество с именем Паисий и стал диаконом, а затем — протосинкеллом митрополита Янинского Иоакима, будущего Константинопольского Патриарха. Вместе с ним был на Святой горе, Константинополе и Смирне, где окончил гимназию и начал послушание при будущем патриархе Германе.
В 1850-1852 годы изучал богословие в Афинском университете.
В 1852 году его покровитель митрополит Герман избран Константинопольским патриархом, и Паисий становится его протосинкеллом.
15 февраля 1853 года рукоположён в сан епископа Смирнинского с возведением в сан митрополита.
15 ноября 1857 года становится митрополитом Пловдивским.
В пловдивской епархии в это время нарастал конфликт между болгарами и греками.
25 декабря 1859 года, в день Рождества Христова, митрополит Паисий и поп Златан, главный священник на пловдивского храма Пресвятой Богородицы, отслужил Божественную литургию на церковнославянском, а не на греческом языке. После службы митрополит объявил, что его паства се отвергает Константинопольского патриарха. Вспыхнул скандал.
В феврале 1861 года в Стамбуле на Соборе, созванном Константинопольским патриархом Иоакимом II для наказания борцов за болгарскую церковную автономию, вместе с епископом Макариопольским Иларионом и митрополитом Велесским Авксентием был лишён сана, а 14 апреля того же года митрополит Паисий был отрешён от должности и заточён решением Патриархии на Святой горе, затем — в Чанаккале и наконец — на острове Халки.
После освобождения Паисий включился в борьбу за церковную независимость. Принял участие в заседаниях Первого церковно-народного собора в Константинополе в 1871 году и в написании устава будущего Болгарского экзархата.
Скончался 25 февраля 1872 года в Константинополе. Погребен близ болгарской церкви святого Стефана.